# Bayerischer Integrationsrat
Der Bayerische Integrationsrat (BIR) ist ein Fachgremium aus Migrations- und Wohlfahrtsverbänden, das sich mit Fragen der Integrationspolitik in Bayern befasst. Er wurde im Januar 2010 auf Initiative von Martin Neumeyer, dem damaligen Integrationsbeauftragten der Bayerischen Staatsregierung, ins Leben gerufen. Das Gremium soll aus den Bereichen der Gesellschaft, Politik und Wirtschaft alle bedeutenden integrationspolitischen Akteure in Bayern zusammenbringen und die Integrationspolitik im Freistaat praxisorientiert fortentwickeln.
Der Bayerische Integrationsrat umfasst 90 Mitglieder, die durch den Integrationsbeauftragten der Bayerischen Staatsregierung berufen werden. In Ad-hoc-Ausschüssen erarbeiten die Mitglieder gemeinsam mit externen Fachleuten Handlungsempfehlungen für die Bayerische Staatsregierung, den Bayerischen Landtag sowie anderen im Freistaat mit Integrationsfragen befassten Institutionen zur Fortentwicklung der Integrationspolitik in Bayern.